# Nueva economía institucional
La nueva economía institucional (NEI) es una escuela de las ciencias económicas, particularmente de la microeconomía, que fue desarrollada en la década de 1930 y que se popularizó en el ámbito académico recién después de 1975. Difiere de la escuela neoclásica por su crítica al modelo teórico del homo oeconomicus, reemplazándolo por modelos más complejos y realistas.

## Conceptos básicos
El principio básico en torno al cual giran las diferentes teorías pertenecientes a la NEI es que en toda actividad económica se establecen vínculos entre los agentes económicos, vínculos que vendrán representados por alguna clase de contrato, explícito o no. 
De acuerdo al nivel de complejidad que cada contrato exija para que la relación entre los agentes se dé satisfactoriamente, se optará por una u otra estructura para llevar a cabo la operación. Esta estructura se elegirá siguiendo un criterio de eficiencia.

## Origen
Todas estas teorías hallan su origen común en la década de los años treinta, con los trabajos de Karl Llewellyn (1931) en lo que respecta a leyes contractuales, Ronald Coase (1937) en cuanto al ámbito económico, y Chester Barnard (1938) en teoría de la organización. Estos autores mostraron preocupación similar hacia el entendimiento de las organizaciones, aunque se enfocaron en disciplinas diferentes.
Los autores mencionados introdujeron ideas novedosas desde el seno de tres disciplinas distintas. Uno de sus elementos característicos es la inclusión y mixtura de elementos pertenecientes al derecho, a la teoría organizacional y a la economía. Su propósito es estudiar los lazos contractuales (derecho) que se establecen dentro de las organizaciones (teoría organizacional) siguiendo un criterio de eficiencia (economía).
El aspecto del derecho al que se le confiere mayor importancia en el análisis neo-institucional es el referido a las leyes contractuales, en el caso de la teoría organizacional se hace uso especial de la definición de individuo que plantea. 
Siguiendo a Barnard, en todo estudio sobre organizaciones debe tenerse como premisa el hecho de que están formadas por un conjunto de individuos, cada uno con un esquema de preferencias, motivaciones e intereses distintos. Barnard pretende explicar cómo dentro de una organización estos elementos de la conducta pueden evolucionar hasta llegar a un grado de cooperación en el que cada individuo es capaz de contribuir desinteresadamente al desenvolvimiento de la organización, puesto que cambia su sistema de valores propio por uno relativamente común. Para ello, y para realizar cualquier estudio sobre dinámica organizacional en general, debe llegarse primero a una definición del individuo con el que se trabaja, para de allí proceder al análisis.
En este orden de ideas, para cubrir el conocimiento requerido sobre la NEI, se ha decidido estudiar, en primera instancia, los supuestos conductuales en los que se basa, para de allí entender el enfoque que se le otorga a los contratos y, por último, verificar las diferentes formas en que se ha tratado de manejar eficientemente el problema de la contratación, dadas las características individuales planteadas.